# 亡
| ウィキペディアには「亡」という見出しの百科事典記事はありません（タイトルに「亡」を含むページの一覧/「亡」で始まるページの一覧）。 代わりにウィクショナリーのページ「亡」が役に立つかもしれません。 |